# Depozit cu acces deschis
Un depozit deschis sau un depozit cu acces deschis este o platformă digitală care conține rezultate ale cercetării și oferă acces gratuit, imediat și permanent la rezultatele cercetării pentru ca oricine să le folosească, să descarce și să le distribuie. Pentru a facilita accesul deschis, astfel de depozite trebuie să fie interoperabile conform Protocolului Open Archives Initiative pentru recoltarea metadatelor (OAI-PMH). Motoarele de căutare colectează conținutul arhivelor cu acces deschis, construind o bază de date cu cercetări disponibile la nivel mondial, gratuit. Depozitele de date sunt piatra de temelie pentru practicile de date FAIR (găsibile, accesibile, interoperabile și reutilizabile) și sunt utilizate rapid în comunitatea științifică.
Arhivele cu acces deschis, cum ar fi un depozit instituțional sau un depozit disciplinar, oferă acces gratuit la cercetare pentru utilizatorii din afara comunității instituționale respective și sunt una dintre modalitățile recomandate de a realiza viziunea de acces deschis descrisă în definiția de acces deschis a Inițiativei de la Budapesta. Aceasta este uneori denumită metida de auto-arhivare sau „verde” pentru accesul deschis.

## Avantaje
Avantajele depozitelor cu acces deschis sunt:
- Deschiderea rezultatelor instituției către un public mondial;
- Maximizarea vizibilității și impactului acestor rezultate ca urmare a deschiderii;
- Prezentarea instituției către grupurile interesate – potențiali angajați, potențiali studenți și alte părți interesate;
- Colectarea și gestionarea rezultatelor digitale;
- Gestionarea și măsurarea activităților de cercetare și predare;
- Furnizarea unui spațiu de lucru pentru lucrări în desfășurare și pentru proiecte de colaborare sau la scară largă;
- Permiterea și încurajarea abordărilor interdisciplinare ale cercetării;
- Facilitarea dezvoltării și partajării materialelor și materialelor didactice digitale și
- Sprijinirea eforturilor studenților, oferind acces la teze și disertații și o locație pentru dezvoltarea portofoliilor electronice.[5]

## Software
Cele mai frecvent utilizate programe de depozitare pentru depozitele deschise conform OpenDOAR sunt Digital Commons, DSpace și EPrints. Alte exemple sunt arXiv, bioRxiv, Dryad, Figshare, Open Science Framework, Samvera, Ubiquity Repositories și invenio (soluție folosită de Zenodo).